# حبيل فروان (ردفان)

تعديل مصدري - تعديل

حبيل فروان هي إحدى قرى عزلة الحبيلين بمديرية ردفان التابعة لمحافظة لحج، بلغ تعداد سكانها 47 نسمة حسب تعداد اليمن لعام 2004.